# Jean-Baptiste Grange
Pour les articles homonymes, voir Grange (homonymie).
Jean-Baptiste Grange, né le 10 octobre 1984 à Saint-Jean-de-Maurienne (Savoie), est un skieur alpin français, vainqueur de la Coupe du monde de slalom en 2009 et double champion du monde de slalom en 2011 et 2015. Il est également médaillé de bronze en slalom aux mondiaux 2007 et auteur de neuf succès (huit en slalom, un en combiné) en Coupe du monde. Il est le seul skieur français à avoir remporté deux titres mondiaux en slalom, et le premier français à être sacré champion du monde de ski alpin depuis Michel Vion en 1982. Il participe trois fois aux Jeux olympiques d'hiver (en 2006, en 2014 et en 2018) sans gagner de médaille. 
Baigné très tôt dans l'environnement des sports d'hiver, il obtient une 10e place en slalom aux mondiaux junior 2003 et fait ses débuts en Coupe du monde en 2004. Il décroche une médaille de bronze lors des Championnats du monde 2007 à Åre pour sa première participation. Après les retraites de Jean-Pierre Vidal et d'Antoine Dénériaz en 2006, il prend la tête de l'équipe de France masculine de ski alpin aux côtés de Julien Lizeroux. À l'issue de la saison 2008, Grange termine second du classement du slalom en Coupe du monde derrière l'Italien Manfred Moelgg. Militaire de l'armée de terre, il vit depuis sa naissance à Valloire en région Rhône-Alpes.La saison suivante, il dispute les Championnats du monde 2009 à Val d'Isère sans connaitre la réussite, mais il remporte le globe de cristal de slalom au terme de la Coupe du monde 2009.  En juin 2009, après avoir remporté le trophée du slalom, il est élu skieur le plus populaire en France. 
En décembre 2009, il se blesse au genou et doit mettre un terme à sa saison, ratant notamment les Jeux olympiques de Vancouver. La saison 2010-2011 est celle de sa consécration : en janvier, il remporte coup sur coup les slaloms de Kitzbühel et de Schladming, et enchaîne sur le titre de champion du monde, le 20 février 2011 à Garmisch-Partenkirchen (Allemagne).  Après son premier titre mondial, Il traverse une période de quatre années gâchées par des blessures à l'épaule, aux genoux et au dos, sans monter sur les podiums. Lors des Mondiaux 2015 à Beaver Creek, le 15 février 2015,  il réalise le cinquième temps de la première manche (dominée par Marcel Hirscher) avec le dossard no 14 puis se montre le plus rapide sous la neige en deuxième manche et s'impose devant les Allemands Fritz Dopfer et Felix Neureuther.  
Après dix-sept saisons, 197 départs, 9 victoires et 18 podiums en Coupe du monde, sept participations aux Championnats du monde pour trois médailles, il prend sa retraite sportive à l'âge de 36 ans, au terme de la Coupe du monde 2020-2021.

## Biographie

### Jeunesse
Jean-Baptiste Grange naît le 10 octobre 1984 à Saint-Jean-de-Maurienne en Savoie mais c'est à Valloire, non loin de sa ville natale, située au pied du col du Galibier, qu'il grandit. La famille Grange évoluant dans le ski à tous points de vue — en loisir, en compétition et au niveau professionnel —, l'enfant est baigné très tôt dans l'environnement des sports d'hiver. Deuxième enfant d'une fratrie de trois, François-Cyrille est né en 1983 et Alexia en 1988, Jean-Baptiste Grange est le fils d'Annick Levrel et de Jean-Pierre Grange. Tous deux furent appelés en équipe de France à partir de 1973, année marquée par l'exclusion de nombreuses têtes d'affiche de la sélection nationale — Jean-Noël Augert, Patrick Russel, Ingrid et Britt Lafforgue entre autres — à la suite d'un conflit avec l'encadrement et la Fédération française. Plus tard, celui qui s'illustrait en slalom et en slalom géant et celle qui appréciait la descente, se reconvertissent dans le commerce, ouvrant jusqu'à quatre boutiques proposant la vente et la location d'équipements de sport à Valloire, dont le domaine skiable est très prisé l'hiver,. Durant sa jeunesse, Jean-Baptiste Grange côtoie par ailleurs en son grand-père et son oncle des directeurs d'écoles de ski, un responsable de l'équipe de France masculine en la personne de Gilles Brenier ou bien l'ancien entraîneur de Luc Alphand, Jacques Martin, qui est également son parrain.
En 1992, lors de la cérémonie d'ouverture des Jeux olympiques organisés à Albertville, son frère François-Cyrille tient la main du footballeur Michel Platini, ultime porteur de la flamme olympique. Jean-Baptiste, alors âgé de 7 ans, aurait pu connaître cet honneur, finalement accordé à son frère aîné.
C'est sa mère, professeure d'éducation physique et sportive à Modane, qui lui apprend les rudiments du ski dès l'âge de 2 ans,, avant d'inscrire son enfant au « Ski Club de Valloire-Galibier », où toute la famille fait ses armes. Ses frère et sœur suivent le même enseignement et skient également en compétition, jusqu'à l'adolescence. Jean-Baptiste Grange, lui, se prend davantage au jeu, passant une à une les étapes traditionnelles du système fédéral : en sélection de district tout d'abord, au lycée à Moûtiers et à Albertville, puis en équipe départementale,. Sous les ordres de son premier entraîneur au sein du Comité de ski de Savoie quatre années durant, Pascal Silvestre, il intègre la sélection nationale en Coupe d'Europe, toujours à ses côtés,, réputé pour être le second échelon planétaire, en dessous du circuit de la Coupe du monde de ski alpin. Pour autant, le chemin du jeune skieur n'est pas tout tracé. À 10 ans, il reçoit en effet une contre-indication médicale pour la pratique du ski en raison de deux hernies discales lombaires qui l'obligent à porter un corset. C'est à l'encontre de ce diagnostic qu'il intègre une formation « ski-étude » au collège à Modane, dont est responsable sa mère,,.
Malgré ses douleurs récurrentes au dos, le jeune skieur brille dès ses plus jeunes années, en prenant par exemple les deuxième et quatrième places du slalom géant et du slalom du Trofeo Topolino, une compétition internationale disputée chaque année dans les montagnes italiennes, réservée aux enfants des catégories benjamins et minimes et considérée comme la plus relevée à ce niveau. En France, il n'est pas en reste puisqu'il termine deuxième du « Coq d’Or », remporte le super G et le slalom de la « Scarafiotti », des performances confirmées par un titre de vice-champion de France minimes du slalom. De même, en cadets, le skieur monte sur plusieurs podiums, devenant deux fois vice-champion de France du slalom, une fois du combiné.

### Progression vers le haut niveau
Le passage au niveau juniors s'avère délicat, Jean-Baptiste Grange ne parvenant pas à briller lors des Championnats de France juniors, et trop rarement sur le circuit national. À 15 ans, son premier championnat de France élite se conclut par une 88e place en super G à L'Alpe d'Huez. En décembre 2001, à Val Thorens, il apparaît pour la première fois en Coupe d'Europe, l'antichambre du plus haut niveau mondial. Ses participations se font plus régulières dès l'hiver 2002-2003, plus remarquées d'ailleurs puisqu'une 21e place en slalom à Courchevel le 24 janvier 2003 lui offre ses premiers points sur le circuit continental à 18 ans. Cette performance détermine sa participation aux prochains Championnats du monde juniors qu'organisent le Briançonnais, à Serre Chevalier et Montgenèvre. Aligné dans toutes les épreuves hormis en super G, Grange y obtient deux places d'honneur sur le combiné (11e) et en slalom (18e), se contentant de résultats médiocres en géant (33e) et en descente (31e). La saison 2003-2004 le voit s'affirmer comme l'un des meilleurs techniciens français de sa génération. Régulièrement classé dans les points en Coupe d'Europe, son meilleur résultat étant une 18e place en slalom à Sierra Nevada en Espagne, il décroche sur les pentes de Valloire, chez lui, son premier titre de champion de France juniors en gagnant le slalom le 21 janvier 2004. Il devance alors un autre Savoyard, Adrien Théaux, âgé comme lui de 19 ans. Juste avant ce premier succès d'envergure, le 11 janvier 2004, le skieur avait disputé à Chamonix sa première course en Coupe du monde ; un slalom prématurément quitté en première manche, en raison d'une erreur commise après le premier intermédiaire. Quelques semaines plus tard, il renouvelle l'expérience à Kranjska Gora en Slovénie, terminant cette fois le premier tracé au 45e rang, à un peu plus d'une seconde de la qualification pour la seconde manche.
Sélectionné pour la seconde année consécutive pour les Championnats du monde juniors, cette fois tenus à Maribor en Slovénie en février 2004, il ne réalise au mieux qu'une 24e place en géant, ne terminant pas la deuxième manche du slalom. Il termine la saison sur un coup d'éclat lors du slalom des Championnats de France élites, aux Carroz. Troisième temps à l'issue premier tracé derrière le Britannique Alan Baxter et Sébastien Amiez, il termine finalement cinquième de la course, quatrième skieur français, à quatre dixièmes de la médaille de bronze enlevée par Stéphane Tissot,. Passé l'été, le skieur savoyard réalise une deuxième performance significative, l'épilogue d'une année 2004 riche en progrès. À Špindlerův Mlýn en République tchèque, le 20 décembre 2004, Jean-Baptiste Grange décroche en effet son premier et unique podium en Coupe d'Europe à l'occasion d'un slalom conclu au troisième rang, à 34 centièmes de seconde du vainqueur, le Canadien Patrick Biggs. À la faveur de ce premier résultat marquant sur la scène européenne, il s'invite de nouveau sur un slalom de Coupe du monde, deux jours après à Flachau en Autriche, une expérience soldée par une non-qualification en deuxième manche, en vertu du 61e temps général. La suite de cette saison 2004-2005 est bien moins brillante, Grange ne réalisant au mieux qu'une treizième place sur un slalom géant. Pour sa première participation complète, Grange termine l'année au 48e rang du classement général, bâtit par une 34e place en slalom, et une 35e en slalom géant. Ces résultats anonymes sont pondérés par une septième place finale lors du slalom des Championnats de France élites clôturant comme d'habitude la saison hivernale, en mars à L'Alpe d'Huez. Troisième temps du premier tracé, il ne rate un premier podium national qu'au prix d'une seconde manche bien moins rapide que celles réalisées par ses concurrents.

### 2005-2006, premiers coups d'éclat en Coupe du monde

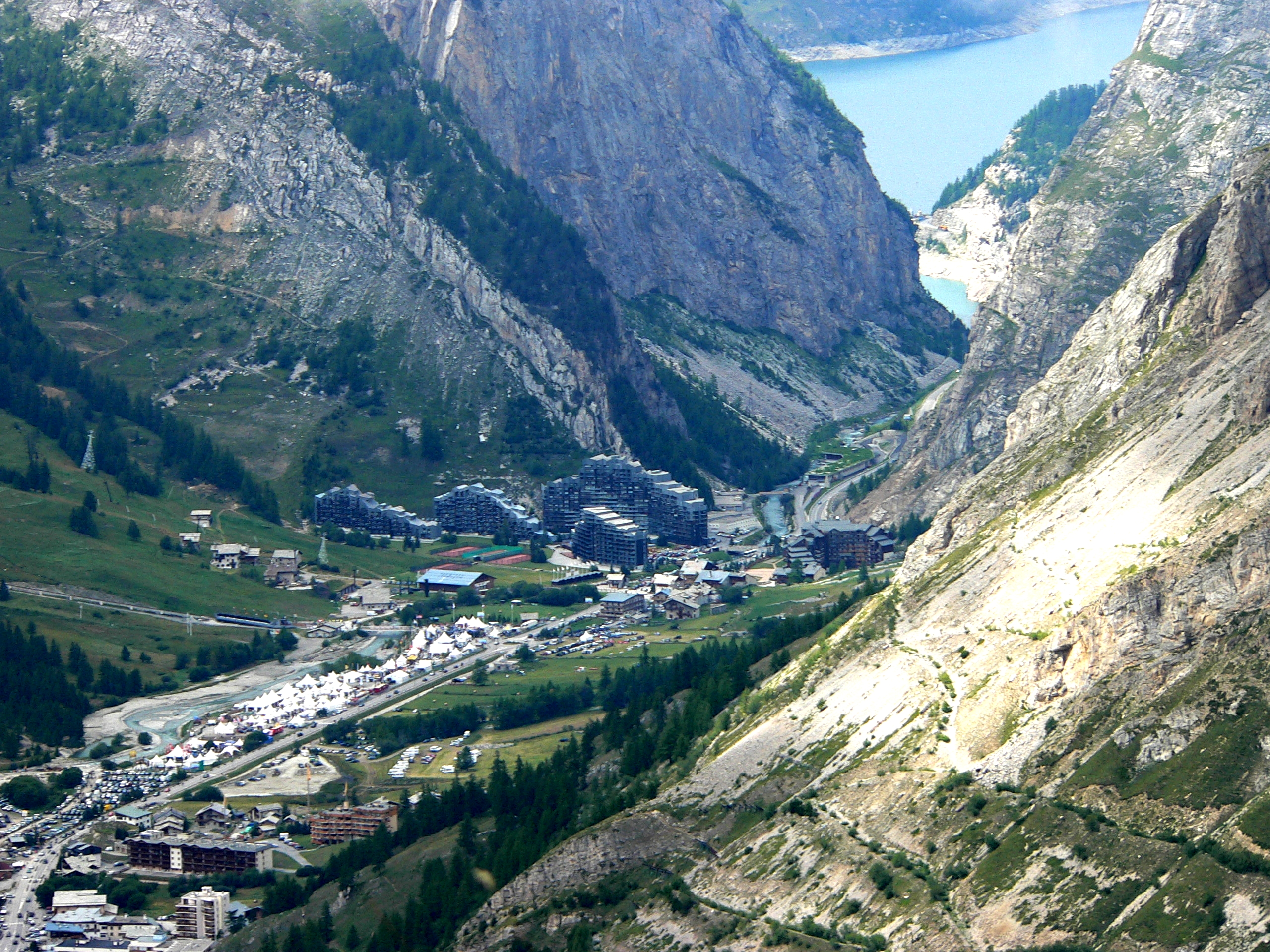
C'est à Val d'Isère, lors d'un super-combiné, que Jean-Baptiste Grange se distingue pour la première fois en Coupe du monde, en décembre 2005

Dès le début de la saison 2005-2006, Jean-Baptiste Grange marque les esprits en réalisant une performance de premier ordre lors du premier super-combiné de la Coupe du monde 2005-2006, une course organisée à Val d'Isère dont le Critérium de la première neige fête alors son cinquantenaire. Bon 34e chrono de la descente malgré son dossard 54, à plus de cinq secondes et demie du meilleur temps réalisé par le spécialiste de la vitesse, le Canadien Erik Guay, il surprend les meilleurs slalomeurs mondiaux en réalisant le meilleur temps lors de la manche de slalom qui suit, sur la piste Oreiller-Killy,. Il devance alors de 17 centièmes de seconde l'Autrichien Rainer Schönfelder, vice-champion du monde en titre et lauréat de la Coupe du monde de slalom en 2004, tandis que le vainqueur de la course, Michael Walchhofer, meilleur descendeur du circuit mais spécialiste de l'exercice combiné, perd une seconde et 62 centièmes sur le jeune Français âgé de 21 ans. Grâce à sa performance entre les piquets ce 11 décembre 2005, Grange remonte au 18e rang et inscrit ses premiers points en Coupe du monde. Fort de ce résultat prometteur, le skieur se signale de nouveau, bien que de manière inachevée, une dizaine de jours plus tard en slalom, à Kranjska Gora, toujours parmi l'élite mondiale. S'élançant en première manche avec un dossard élevé (le 72), sur une piste dès lors dégradée après le passage des autres participants, le Français possède le seizième temps intermédiaire à mi-parcours mais enfourche un piquet à l'approche de l'arrivée,.
Un mois après s'être révélé en France, c'est dans les Alpes suisses, à Wengen, que le skieur confirme ses dispositions en slalom en remportant de nouveau la partie technique d'un super-combiné, qu'il achève au treizième rang,. Une semaine plus tard, c'est à Kitzbühel, en Autriche, qu'il marque de premiers points en slalom spécial et valide surtout sa qualification pour les Jeux olympiques prévus à Turin en février. Qualifié pour la seconde manche malgré son dossard 61, il grimpe de la 21e à la dixième place finale à la faveur du deuxième meilleur temps sur le second tracé, participant ainsi au tir groupé français dans la « Mecque du ski », Jean-Pierre Vidal l'emportant tandis que Stéphane Tissot finit quatrième. Les résultats positifs faisant défaut au ski français, une seule fois représenté sur le podium avant la course durant la saison, cette performance d'ensemble est vécue telle une éclaircie dont Grange est le symbole. Dans les points (27e) à Schladming, l'autre slalom de Coupe du monde le plus attendu par les spécialistes, Grange abandonne la dernière course précédant le rendez-vous olympique, un super-combiné disputé à Chamonix, signe d'un manque d'expérience et « d'assurance ».
Les épreuves olympiques ont lieu à Sestrières, à la frontière franco-italienne. D'abord aligné lors du super-combiné, il demeure dans le ton de ses performances récentes avec une treizième place finale, mais ne peut rivaliser pour le podium en haut duquel l'Américain Ted Ligety est sacré champion olympique. Son deuxième temps lors de la manche de slalom alimente toutefois l'espoir de briller sur le slalom, prévu onze jours plus tard, pour lequel les Français sont de sérieux rivaux au favori, l'Italien Giorgio Rocca,. Mais tous répondent absent le jour J, Jean-Pierre Vidal se blessant la veille de la course, Rocca ne parvenant pas à gérer la pression de ses supporters sur le premier tracé et Grange abandonnant durant la seconde manche alors qu'il avait obtenu le 18e temps pour débuter,. Ils laissent ainsi l'Autriche réaliser le triplé, mené par Benjamin Raich devant Reinfried Herbst et Rainer Schönfelder.

### Des Mondiaux 2007 à la course aux globes de cristal
Lors de la saison 2007, à la suite de la retraite sportive de Jean-Pierre Vidal après sa fracture du bras avant les JO de Turin 2006, le chef de file du slalom français devient Stéphane Tissot mais celui-ci se blesse grièvement au tibia-péroné en décembre 2006. Sans réel leader dans l'équipe de France, Grange, quant à lui, poursuit son apprentissage en slalom et en combiné avec une 7e place au combiné de Beaver Creek et une 8e place aux slaloms d'Alta Badia et de Schladming. Il participe ensuite aux Championnats du monde 2007 qui ont lieu à Åre (Suède). Après une 14e place au combiné (meilleur français de la course et deuxième meilleur temps au slalom), il crée, à 22 ans avec le dossard 22, la surprise au slalom en obtenant la médaille de bronze derrière l'Autrichien Mario Matt et l'Italien Manfred Moelgg, mettant ainsi un terme au palmarès vierge de l'équipe de France aux championnats du monde (il fallait remonter en 2001 pour retrouver un médaillé français) et réalisant du même coup la meilleure performance de sa carrière. En coupe du monde, il termine 10e au classement du slalom sur la saison 2007.

### Saison 2007-2008, parmi les meilleurs

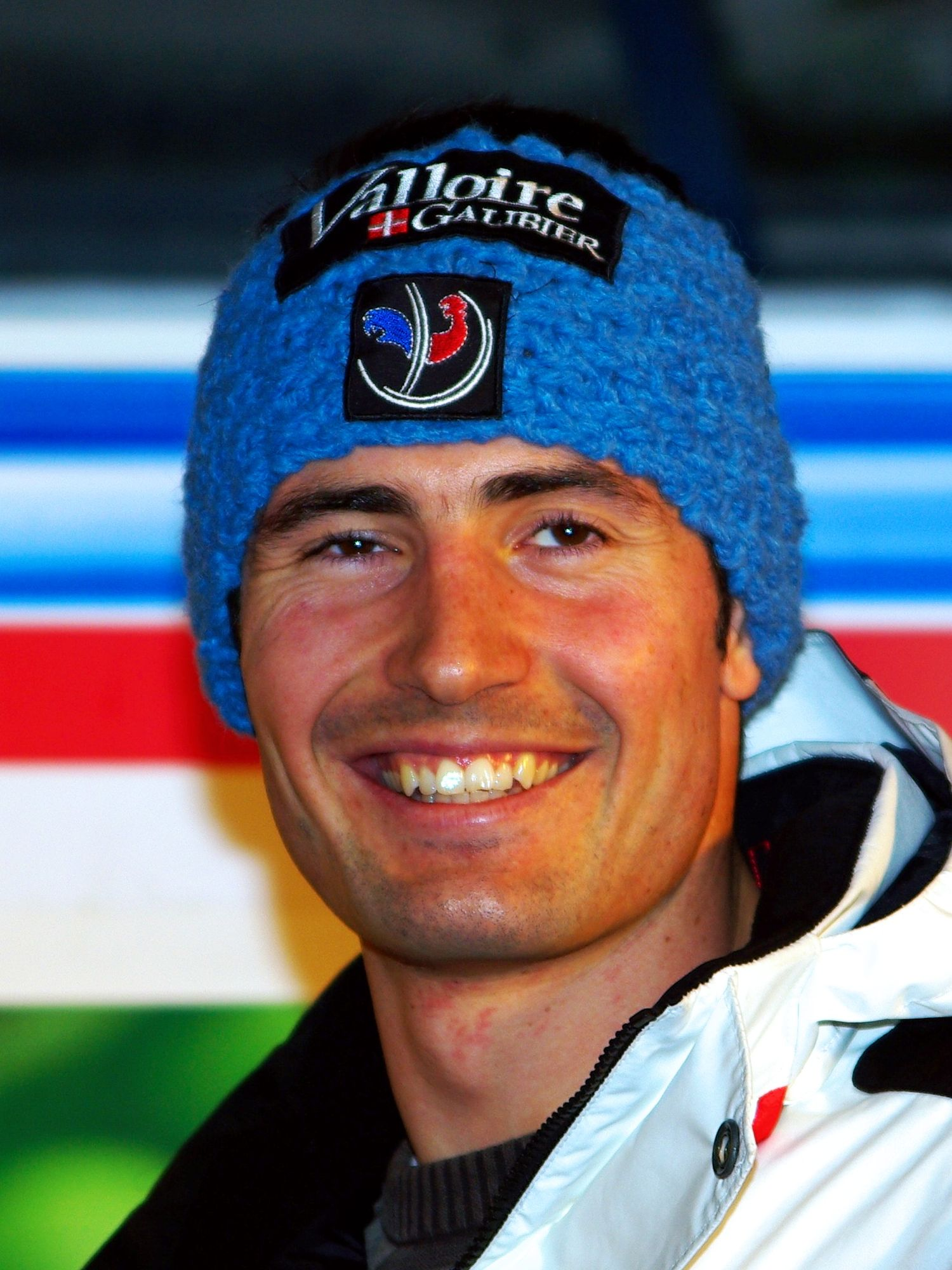
Jean-Baptiste Grange à Schladming en janvier 2008

Lors de la saison 2008, il prend logiquement le rôle de leader de l'équipe de France, surtout que Tissot tarde à revenir en compétition en raison des séquelles de son opération au tibia-péroné, et confirme les espoirs mis en lui. Après une 4e place au slalom de Reiteralm, il monte pour la première fois sur un podium en coupe du monde le 29 novembre 2007 lors du combiné de Beaver Creek dans lequel s'élançant sur une piste cassée au-delà des 30 premiers il parvient au terme d'une seconde manche exceptionnelle à prendre la seconde place derrière le Suisse Daniel Albrecht. Un mois plus tard, il gagne sa première épreuve de coupe du monde lors du slalom d'Alta Badia en réalisant les meilleurs temps des deux manches. Durant le mois de janvier 2008, il réalise un mois exceptionnel, en effet il inscrit son nom au palmarès des grandes stations alpines comme lors du combiné et du slalom de Wengen ainsi qu'au slalom de Kitzbühel (lui permettant d'avoir son nom inscrit sur l'une des télécabines de la station) et prend coup sur coup les dossards rouges de leader du classement des épreuves de combiné et de slalom. Actuel leader du classement du slalom après un nouveau podium à Schaldming (2e derrière Mario Matt), il perd en revanche la tête du classement du combiné au profit de Bode Miller après avoir fait l'impasse sur le combiné de Kitzbühel et une 6e place à Chamonix pendant que Miller le remportait (où il réalise cependant le meilleur temps en slalom tout comme son compatriote Julien Lizeroux), finalement il termine 4e au classement du combiné sur la saison 2008 après un abandon en slalom lors de la dernière épreuve de combiné à Val d'Isère, épreuve que Bode Miller remporte lui permettant de remporter le globe de cristal de la discipline. Le week-end du 8 mars à Kranjska Gora, Jean Baptiste marque ses premiers points en slalom géant avec une très belle 20e place. Le jour suivant, il finit 4e du slalom, remporté par son rival Manfred Moelgg qui revient à 21 points avant la finale de Bormio.
Lors de ces finales, Jean-Baptiste Grange obtient une quatrième place lors du slalom géant, le meilleur résultat de sa carrière dans cette discipline ce qui démontre les progrès accumulés. Le lendemain, Grange aborde la seconde manche du slalom en ayant réalisé le quatrième temps lors de la première manche. Cependant, tandis que le Français chute à trois portes de la fin du second tracé pour ne prendre que la dernière place, son principal adversaire Manfred Moelgg assure avec une sixième place finale, néanmoins suffisante pour déloger le skieur français de la première place du classement général de la coupe du monde de slalom. Grange échoue finalement à la seconde place de ce classement, à 19 points de l'Italien. Au général, le Français termine la saison au huitième rang mondial, le meilleur de sa carrière.

### Saison 2008-2009, vainqueur de la Coupe du monde de slalom
Il commence bien la saison 2009 en remportant le slalom de Levi (Finlande), le premier de la saison, et celui de Zagreb. Il s'empare ainsi brièvement de la tête du classement général. Aux Championnats du monde 2009 organisés à Val d'Isère, le skieur enfourche un piquet lors de la seconde manche du super combiné alors qu'il avait pris la 4e place de la descente. Il prend également la 7e place du slalom géant d'une course remportée par le suisse Carlo Janka. Lors du slalom, dernière course de la compétition, alors qu'il avait signé le troisième chrono du premier tracé, une faute d'intérieur lors du second acte lui fait perdre tout espoir de podium.
Le 14 mars 2009, en prenant la 3e place lors de la dernière course de la saison, il remporte la coupe du monde de slalom et se voit décerner le globe de cristal de la spécialité. Jean-Baptiste Grange aura porté le dossard rouge de leader du classement de cette spécialité du début à la fin de la saison 2008-2009.
Le 12 avril 2009, il est promu au titre de Chevalier de la Légion d'honneur.

### Saison 2009-2010, blessé au genou droit
Il commerce la saison 2010 en prenant la troisième place du slalom de Levi. Il met un terme à sa saison le 8 décembre 2009 à la suite d'une rupture du ligament croisé antérieur du genou droit survenue lors de la première manche du slalom géant de Beaver Creek. Il est donc forfait pour les Jeux olympiques de Vancouver.

### Saison 2010-2011, champion du monde
Il dispute son premier slalom après sa blessure en Finlande à Levi. Il s'y impose en ayant remporté la première manche et en ayant réalisé le deuxième temps de la seconde. La suite de son début de saison est un peu plus difficile avant qu'il n'obtienne une troisième place à Wengen le 16 janvier 2011 puis il l'emporte une semaine plus tard à Kitzbühel. Quatrième de la première manche dominée par Ivica Kostelić, il remporte la deuxième manche pour s'imposer devant son adversaire croate avec 28 centièmes d'avance. C'est la première fois que le Français remporte un slalom de coupe du monde dont il n'a pas gagné la première des deux manches. Deux jours plus tard, il participe au slalom nocturne de Schladming qui représente à ses yeux une importance particulière : « Quand tu es slalomeur, Schladming est la course que tu as envie de gagner un jour. ». Quatrième lors des deux manches, il s'impose finalement pour 4 centièmes devant André Myhrer.
Jean Baptiste Grange obtient la consécration en remportant le slalom des Championnats du monde de ski alpin 2011 à Garmisch-Partenkirchen (Allemagne) le 20 février 2011. En tête après la première manche, il conserve suffisamment d'avance pour devancer Jens Byggmark et Manfred Moelgg lors de la seconde manche et remporter le premier titre mondial de la France en slalom depuis Jean-Noël Augert en 1970, et la première médaille d'or masculine dans les championnats du monde de ski alpin depuis celle de l'actuel président de la Fédération française de ski, Michel Vion, en combiné à Schladming en 1982.
Quelques jours après son titre aux Championnats du monde de ski alpin 2011 à Garmisch-Partenkirchen (Allemagne), il dispute le slalom de Bansko en (Bulgarie) dans lequel il obtient la 3e place derrière les deux autrichiens Mario Matt et Reinfried Herbst, son 5e podium consécutif de l'hiver. À la lutte avec Ivica Kostelić pour le globe de cristal du slalom 2010-2011, Jean-Baptiste Grange enfourche en première manche lors du slalom de Kranjska Gora le 6 mars, tandis que son rival connait le même sort sur le second tracé. L'écart en faveur de Kostelic (36 points) reste finalement le même jusqu'au terme de la saison, puisque le 10e et dernier slalom à Lenzerheide (Suisse) le 19 mars 2011 voit Grange rater une porte en première manche, et son rival se classer 18e.

### Saison 2011-2012, blessures à l'épaule et au dos
Jean-Baptiste Grange se fait mal à l'épaule gauche lors d'une mauvaise chute dans le slalom de Chamonix en décembre 2010, ce qui ne l'empêche pas de triompher en janvier et février 2011. Mais le 30 mars, une fois la saison achevée et le titre mondial en poche, il se fait opérer, ce qui retarde sa préparation estivale, et le contraint à manquer le géant d'ouverture 2011-2012 à Sölden le 23 octobre. Mais surtout, le contrecoup de son opération, c'est le retour de ses douleurs au dos, récurrentes depuis son enfance. À partir du mois de juin 2011, et durant tout l'hiver qui suit, le champion du monde va être handicapé par ce problème. Conséquence, sa saison en Coupe du monde se solde au mieux par une 5e place en slalom le 8 janvier 2012 à Adelboden et par une 4e place en géant le 26 février à Crans Montana, égalant toutefois son meilleur résultat dans cette discipline qui en l'occurrence, sollicite moins son dos. Sur cette course, il réalise le meilleur temps de la deuxième manche. Il met rapidement un terme à sa saison, décidant de ne pas participer aux championnats de France fin mars pour se consacrer à « reposer son dos », avant de mettre tout en œuvre pour le « renforcer », concédant que sa saison a été ponctuée de « moments désespérés ».
Après des années de fidélité à la marque française Rossignol, il annonce qu'il skiera la saison suivante avec des skis autrichiens Fischer. Cette information est confirmée par les deux fabricants. En mars, en testant du matériel, il se blesse au genou droit (rupture du ligament croisé antérieur).

### Saison 2013-2014, retour et échec aux Jeux de Sotchi
Il commence sa saison le 17 novembre 2013 par le slalom Levi, qu'il termine à la septième place et premier français. Le 15 décembre 2013, il s'empare sur la Face de Bellevarde à Val d'Isère de la quatrième place du slalom. Il remporte le 3 janvier 2014 le slalom nocturne de la Coupe d'Europe de Chamonix, disputé sur la piste des Planards. Le 6 janvier 2014, il décroche la sixième place du slalom de Bormio, disputé sur la Stelvio. Ce troisième top 7 en trois slaloms lui permet d'entrer dans le top 15 WSCL, le classement comptant pour l'attribution des dossards. Lors des Jeux olympiques de Sotchi à Rosa Khutor, il prend le 22 février la 5e place de la première manche du slalom, mais il sort du tracé dans la seconde manche.

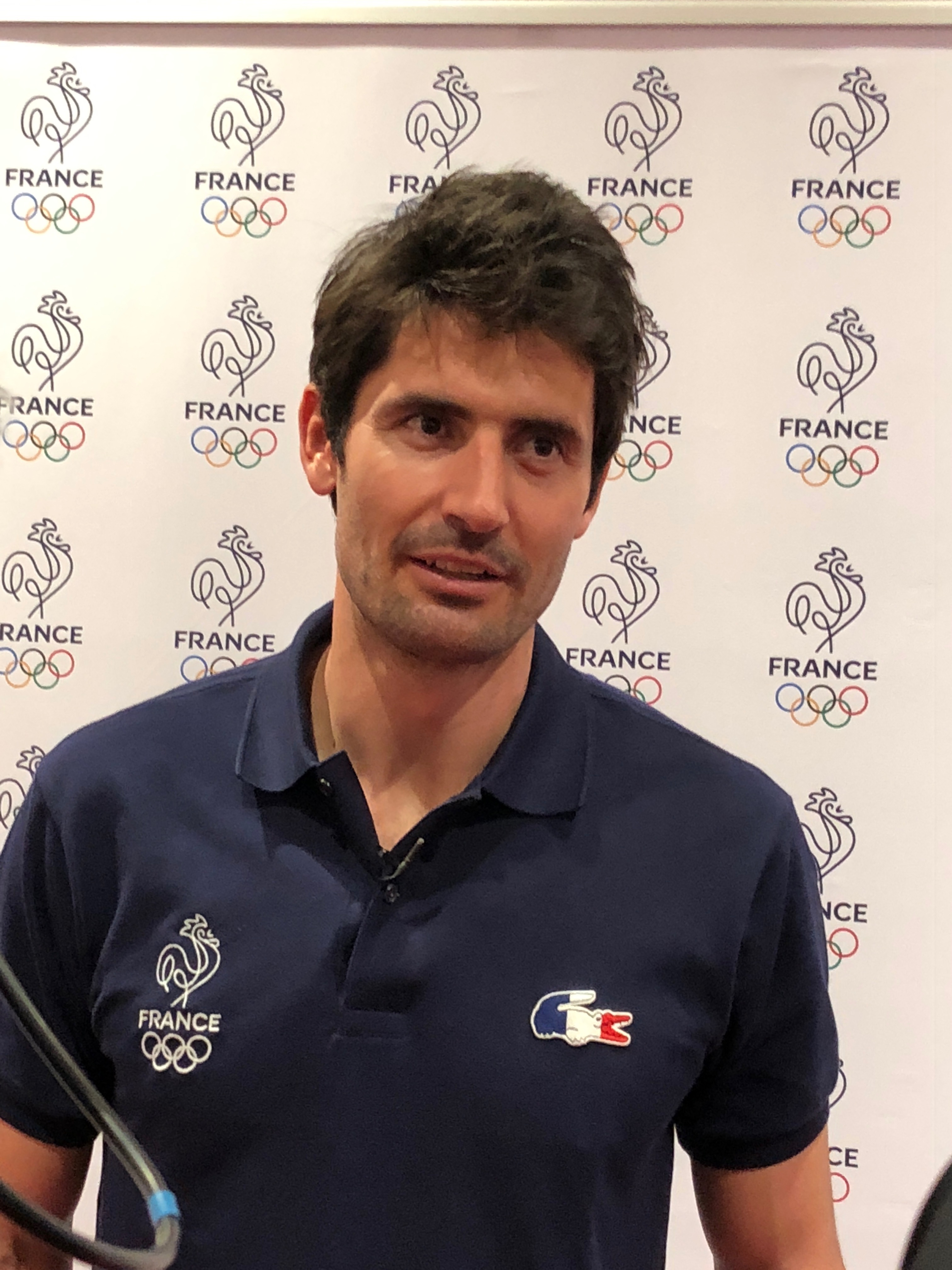
Jean-Baptiste Grange en octobre 2017 à Paris

### 2015, deuxième titre mondial en slalom
Lors de l'hiver de Coupe du monde 2014-2015, Jean-Baptiste Grange obtient son meilleur résultat en slalom à Adelboden le 11 janvier, où il obtient la 6e place. Ses deux dernières courses avant les championnats du monde se soldent par une 25e place à Kitzbühel le 25 janvier, et par une 26e place à Schladming deux jours plus tard
Aux mondiaux 2015 à Beaver Creek (USA), le dimanche 15 février, il prend le départ du slalom sur la piste Birds of Prey avec le dossard no 14. Cinquième à l'issue de la première manche à 88 centièmes de Marcel Hirscher, il signe le meilleur temps sur le second tracé sous d'importantes chutes de neige, et s'impose avec 35 centièmes d'avance sur Fritz Dopfer et 55 centiemes sur Felix Neureuther, alors que le dernier partant, Marcel Hirscher, perd toute son avance puis enfourche dans le mur final. Le skieur de Valloire devient le premier français à remporter deux titres mondiaux en slalom, et le cinquième après Henri Oreiller, Jean-Claude Killy, Émile Allais et Guy Périllat à remporter au moins deux titres mondiaux. Par ailleurs, depuis la victoire de Michel Vion dans le combiné des Mondiaux 1982, Jean-Baptiste Grange reste le seul à avoir inscrit son nom au palmarès des skieurs français sacrés à ce niveau.

### 2016-2021: dernières saisons et fin de carrière
En slalom, Jean-Baptiste Grange a obtenu son dix-huitième et dernier podium en Coupe du monde à Bansko le 27 février 2011. Il en obtiendra enfin avec l'équipe de France, une troisième place dans le Team Event d'Aspen en fin de saison 2016-2017. Lors du slalom des championnats du monde 2017, il se classe 23e. Dans le slalom des Jeux Olympiques de PyeongChang 2018, il sort du tracé en première manche. En début de saison 2018-2019, il parvient à se classer 5e du slalom de Levi, puis 9e de celui d'Adelboden, mais le 20 janvier 2019 à Wengen, il chute en début de deuxième manche et se blesse, victime d'une rupture des ligaments croisés du genou gauche, il doit mettre un terme à sa saison.
Il effectue son dernier retour sur les pistes pour la saison 2019-2020 et obtient encore deux top 10, à Wengen (9e) et à Chamonix (10e). A l'été 2020, il devient papa d'une petite fille avec sa compagne ancienne snowboardeuse de l'équipe de France Claire Chapotot. Enfin, il obtient son meilleur résultat de longue date en se classant 6e à Madonna di Campiglio le 22 décembre 2020.

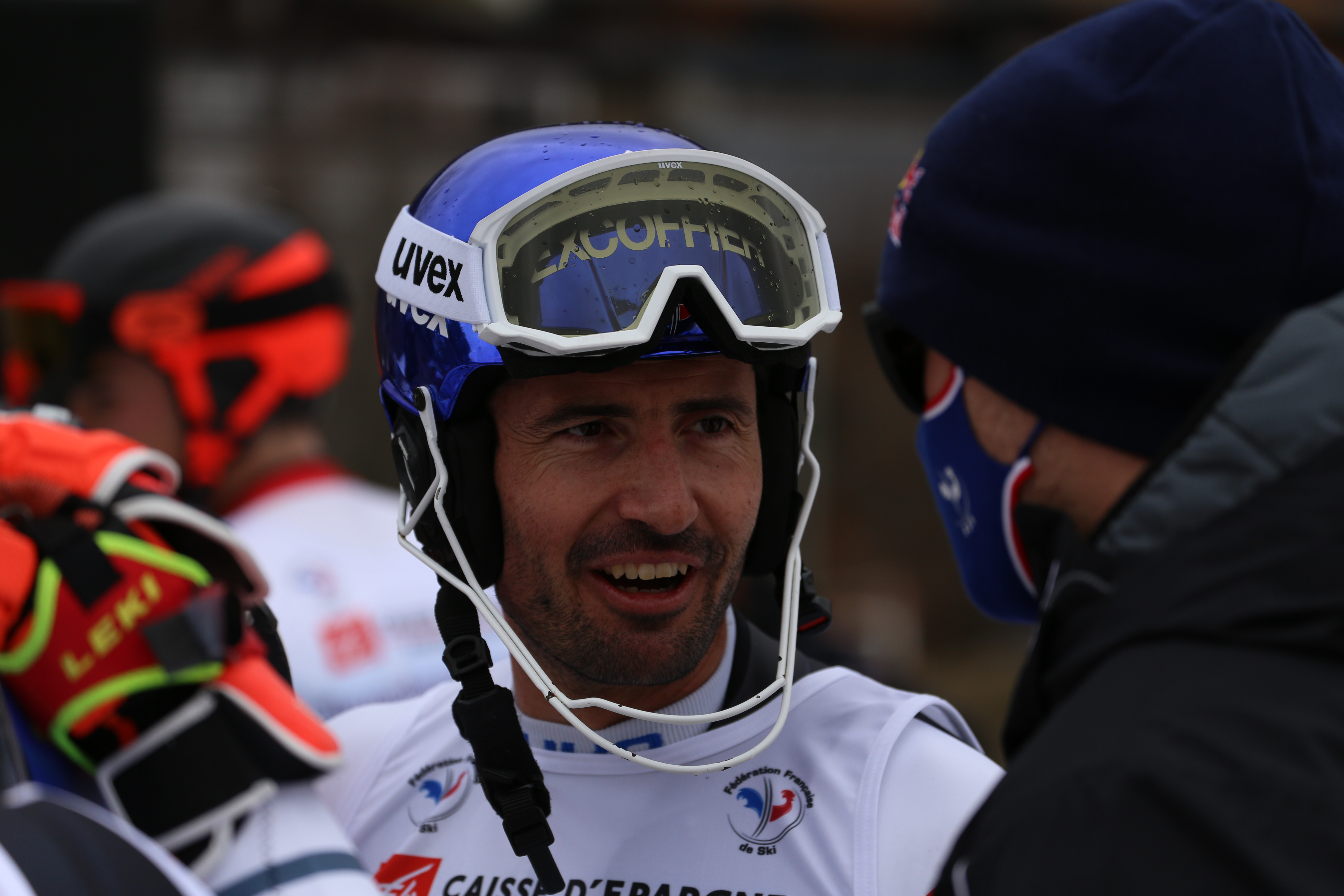
Dernière course de JB aux Gets lors des championnats de France

Le 5 mars 2021, à 36 ans, il annonce sur les réseaux sociaux qu'il prendra sa retraite sportive au terme des deux derniers slaloms de l'hiver 2020-2021 à travers un texte publié sur les réseaux sociaux : « Après 17 années de Coupe du monde, il est temps pour moi de clôturer ce beau chapitre et de raccrocher les skis en fin de saison. J'ai consacré ma vie a ce sport, dans les détails, et il me l'a bien rendu, me faisant vivre des moments inoubliables ! Je me sens prêt aujourd'hui pour passer a la suite, papa d'une petite fille de six mois, animé par de futurs défis ! Avec un sentiment de fierté de m'être donné les moyens de vivre a fond mon sport et de bonheur d'avoir vécu bien plus que ça ! ». Il prend son 197e et ultime départ dans le dernier slalom de la saison à Lenzerheide le 21 mars, sortant du tracé en deuxième manche, et descendant tranquillement, applaudi tout du long par l'ensemble des entraîneurs et techniciens placés au bord de la piste avant passer la ligne d'arrivée, fêté par une haie d'honneur, et par toute l'équipe de France. Le 27 mars, il prend part aux championnats de France de slalom. Classé 16e à 4''17 de Victor Muffat-Jeandet, il apparait pour la dernière fois en compétition,

## Palmarès

### Jeux olympiques
| Épreuve / Édition | Turin 2006 | Vancouver 2010 | Sotchi 2014 | Pyeongchang 2018 |
| Slalom            | Abandon    | -              | Abandon     | Abandon          |
| Super combiné     | 13e        | -              | -           | -                |

### Championnats du monde
| Épreuve / Édition | Åre 2007 | Val d'Isère 2009 | Garmisch-Partenkirchen 2011 | Schladming 2013 | Vail - Beaver Creek 2015 | Saint-Moritz 2017 | Åre 2019 | Cortina d'Ampezzo 2021 |
| Slalom géant      | -        | 7e               | -                           | -               | -                        | -                 | -        | -                      |
| Slalom            | Bronze   | Abandon          | Or                          | 12e             | Or                       | 23e               | -        | Abandon                |
| Super combiné     | 14e      | Abandon          | -                           | -               | -                        | -                 | -        | -                      |

### Coupe du monde
- Meilleur classement général : 5e en 2009.
- 1 petit globe de cristal :
  - Vainqueur du classement du slalom en 2009.
- 18 podiums dont 9 victoires (8 en slalom, 1 en super combiné).
- 1 podium par équipes.

#### Différents classements en Coupe du monde
Durant sa première saison en 2004 en coupe du monde, Grange prend part à deux épreuves (deux slaloms) où il ne marque aucun point. En 2005, il reproduit le même schéma avec deux épreuves et aucun point. En 2006, il marque ses premiers points en slalom et combiné, y réalise même son premier top 10 et finit 40e au classement général du slalom et 22e du combiné. En 2007, il entre dans le top 10 mondial en slalom mais n'est pas encore monté sur un podium. En 2008, il compte quatre victoires (trois en slalom et une en combiné), finit deuxième du classement général du slalom et incorpore le top 10 mondial du ski alpin. En 2009, il remporte enfin son premier globe en slalom et ajoute deux nouvelles victoires en slalom, au général c'est une 5e place qui l'attend.
| Année/Classement | Année/Classement | Général | Général | Descente | Descente | Super G | Super G | Slalom géant | Slalom géant | Slalom | Slalom | Combiné | Combiné |
| ---------------- | ---------------- | ------- | ------- | -------- | -------- | ------- | ------- | ------------ | ------------ | ------ | ------ | ------- | ------- |
| Année/Classement | Année/Classement | Class.  | Points  | Class.   | Points   | Class.  | Points  | Class.       | Points       | Class. | Points | Class.  | Points  |
| 2006             | 2006             | 76e     | 63      | -        | -        | -       | -       | -            | -            | 40e    | 30     | 22e     | 33      |
| 2007             | 2007             | 29e     | 309     | -        | -        | -       | -       | -            | -            | 10e    | 242    | 17e     | 67      |
| 2008             | 2008             | 8e      | 793     | -        | -        | -       | -       | 26e          | 61           | 2e     | 512    | 4e      | 220     |
| 2009             | 2009             | 5e      | 887     | -        | -        | -       | -       | 11e          | 192          | 1er    | 541    | 6e      | 154     |
| 2010             | 2010             | 56e     | 146     | -        | -        | -       | -       | 31e          | 36           | 29e    | 60     | 22e     | 50      |
| 2011             | 2011             | 16e     | 454     | -        | -        | -       | -       | 42e          | 12           | 2e     | 442    | -       | -       |
| 2012             | 2012             | 34e     | 275     | -        | -        | -       | -       | 17e          | 145          | 22e    | 130    | -       | -       |
| 2013             | 2013             | 69e     | 92      | -        | -        | -       | -       | -            | -            | 23e    | 92     | -       | -       |
| 2014             | 2014             | 32e     | 266     | -        | -        | -       | -       | -            | -            | 8e     | 266    | -       | -       |
| 2015             | 2015             | 42e     | 197     | -        | -        | -       | -       | -            | -            | 13e    | 197    | -       | -       |
| 2016             | 2016             | 61e     | 156     | -        | -        | -       | -       | -            | -            | 19e    | 156    | -       | -       |
| 2017             | 2017             | 60e     | 122     | -        | -        | -       | -       | -            | -            | 20e    | 122    | -       | -       |
| 2018             | 2018             | 53e     | 130     | -        | -        | -       | -       | -            | -            | 21e    | 130    | -       | -       |
| 2019             | 2019             | 63e     | 108     | -        | -        | -       | -       | -            | -            | 22e    | 108    | -       | -       |
| 2020             | 2020             | 73e     | 117     | -        | -        | -       | -       | -            | -            | 17e    | 117    | -       | -       |
| 2021             | 2021             | 59e     | 146     | -        | -        | -       | -       | -            | -            | 19e    | 146    | -       | -       |

#### Détail des victoires
| Édition / Épreuve | Slalom                      | Combiné | Total |
| 2008              | Alta Badia Wengen Kitzbühel | Wengen  | 4     |
| 2009              | Levi Zagreb                 |         | 2     |
| 2011              | Levi Kitzbühel Schladming   |         | 3     |
| Total             | 8                           | 1       | 9     |

(état au 25 janvier 2011)

#### Performances générales
Jean-Baptiste Grange compte neuf victoires en coupe du monde. Lors de la saison 2008, il remporte trois slaloms (Alta Badia, Wengen et Kitzbühel) ainsi qu'un combiné (Wengen), l'année suivante en 2009 il ajoute deux nouvelles victoires en slalom (Levi et Zagreb). En 2010, il s'impose à Levi à Kitzbühel et à Schladming en slalom. Entre janvier 2004 et le 27 janvier 2012, Grange a pris part à 106 épreuves de coupe du monde, montant sur 18 podiums et en atteignant le top 10 à 42 reprises. Il a inscrit des points à 64 reprises.
| Résultat  | Slalom | Slalom géant | Super G | Combiné | Total |
| 1re place | 8      | 0            | 0       | 1       | 9     |
| 2e place  | 3      | 0            | 0       | 2       | 5     |
| 3e place  | 4      | 0            | 0       | 0       | 4     |
| Top 10    | 32     | 5            | 0       | 8       | 45    |
| Points    | 38     | 13           | 0       | 13      | 64    |
| Autres    | 22     | 14           | 2       | 4       | 42    |
| Départs   | 60     | 27           | 2       | 17      | 106   |

(état au 7 janvier 2014)

### Coupe d'Europe
- 2 victoires en slalom.

### Coupe nord-américaine
- 1 victoire.

### Championnats de France

#### Elite
- Triple champion de France de slalom en 2006, 2009 et 2015.
- Vice-champion de France de slalom en 2008 et 2016, 3e en 2017 et 2018.
- 3e aux championnats de France de slalom géant en 2008.

#### Jeunes
Champion de France Junior de slalom en 2004